# يو إف سي 176
يو إف سي 176: ألدو ضد مينديز 2 (بالإنجليزية: UFC 176: Aldo vs. Mendes II)‏ هو حدث لفنون القتال المختلطة نظمته يو إف سي، أُقيم في 2 أغسطس 2014، على ستيبلز سينتر في لوس أنجلوس، كاليفورنيا، الولايات المتحدة.